# Leichtathletik-Weltmeisterschaften 2023/Teilnehmer (Slowenien)
| Goldmedaillen | Silbermedaillen | Bronzemedaillen |
| ------------- | --------------- | --------------- |
| -             | 1               | -               |

Der Leichtathletikverband von Slowenien nahm an den Leichtathletik-Weltmeisterschaften 2023 in Budapest teil. 13 Athletinnen und Athleten wurden vom slowenischen Verband nominiert.

## Medaillengewinner
| Medaille | Athletin     | Disziplin  |
| -------- | ------------ | ---------- |
| Silber   | Kristjan Čeh | Diskuswurf |

## Ergebnisse

### Männer

#### Laufdisziplinen
| Athlet          | Disziplin    | Vorlauf    | Vorlauf | Halbfinale | Halbfinale | Finale | Finale |
| Athlet          | Disziplin    | Zeit       | Platz   | Zeit       | Platz      | Zeit   | Platz  |
| --------------- | ------------ | ---------- | ------- | ---------- | ---------- | ------ | ------ |
| Matic Ian Guček | 400 m Hürden | 49,40 s SB | 05      | DNQ        | DNQ        | –      | –      |

#### Sprung/Wurf
| Athlet       | Disziplin  | Qualifikation | Qualifikation | Finale     | Finale |
| Athlet       | Disziplin  | Weite/Höhe    | Platz         | Weite/Höhe | Platz  |
| ------------ | ---------- | ------------- | ------------- | ---------- | ------ |
| Kristjan Čeh | Diskuswurf | 65,95 m       | 03            | 70,02 m    | Silber |

### Frauen

#### Laufdisziplinen
| Athletin              | Disziplin        | Vorlauf     | Vorlauf | Halbfinale  | Halbfinale | Finale         | Finale |
| Athletin              | Disziplin        | Zeit        | Platz   | Zeit        | Platz      | Zeit           | Platz  |
| --------------------- | ---------------- | ----------- | ------- | ----------- | ---------- | -------------- | ------ |
| Anita Horvat          | 800 m            | 2:00,06 min | 04      | 2:00,54 min | 07         | DNQ            | DNQ    |
| Klara Lukan           | 5000 m           | DNS         | DNS     | –           | –          | –              | –      |
| Neja Kršinar          | Marathon         |             |         |             |            | 2:46:55 h SB   | 63     |
| Nika Glojnarič        | 100 m Hürden     | 13,13 s     | 08      | DNQ         | DNQ        | –              | –      |
| Agata Zupin           | 400 m Hürden     | 57,62 s     | 08      | DNQ         | DNQ        | –              | –      |
| Maruša Mišmaš-Zrimšek | 3000 m Hindernis | 9:21,97 min | 04      |             |            | 9:06,37 min NR | 06     |

#### Sprung/Wurf
| Athletin         | Disziplin      | Qualifikation | Qualifikation | Finale     | Finale |
| Athletin         | Disziplin      | Weite/Höhe    | Platz         | Weite/Höhe | Platz  |
| ---------------- | -------------- | ------------- | ------------- | ---------- | ------ |
| Lia Apostolovski | Hochsprung     | 1,89 m        | 09            | 1,90 m SB  | 09     |
| Tina Šutej       | Stabhochsprung | 4,65 m        | 10            | 4,80 m NR  | 04     |
| Neja Filipič     | Dreisprung     | 13,64 m       | 25            | DNQ        | DNQ    |
| Eva Pepelnak     | Dreisprung     | 13,60 m       | 28            | DNQ        | DNQ    |
| Martina Ratej    | Speerwurf      | 54,41 m       | 29            | DNQ        | DNQ    |